# Oleh Serbin
Oleh Maksymovych Serbin (em ucraniano: Олег Максимович Сербін; Zaporíjia, 11 de agosto de 2011) é um saltador ucraniano.

## Carreira
Sereda estreou pela seleção ucraniana em 2019 aos dezessete anos. No Campeonato Mundial de Esportes Aquáticos, ficou em quarto lugar nos mergulhos individuais e sincronizados (com Oleksiy Sereda) na plataforma de 10 metros.
No Campeonato Europeu de Mergulho de 2019, Serbin conquistou a medalha de prata com Sereda no mergulho sincronizado e ficou em sexto lugar no mergulho individual.